# Venezuelanski bolivar fuerte
Venezuelanski bolívar fuerte (venezuelanski jaki bolivar), ISO 4217: VEF, je naziv valute u Venezueli. Dijeli se na 100 céntima, a u domaćem platnom prometu označava se simbolom Bs.F.
Bolívar fuerte je zamijenio dotadašnji bolívar  (ISO 4217: VEB). 1. siječnja 2008. godine u odnosu 1000:1. Bolívar je naziv valute u Venezueli od 1879. godine, a ime je dobio po južnoameričkom borcu za slobodu Simónu Bolívaru. Novčanice i kovanice izdaje Središnja banka Venezuele, i to: kovanice od 1, 5, 10, 12.5, 25, 50 centima i 1 bolivara, te novčanice od 2, 5, 10, 20, 50 i 100 bolívara fuerte.

## Vanjske poveznice
- Središnja banka Venezuele